# Andrei Knyazev
Andrei (Andrew) Knyazev (del ruso: Князев, Андрей Владимирович), nació en Moscú, Unión Soviética, el 9 de junio de 1959, y es un científico ruso-estadounidense, que se ha destacado en el área de la matemática, y particularmente en relación con análisis numérico y matemática aplicada.
Graduado en 1981 en la Facultad de Matemática Computacional y Cibernética de la Universidad Estatal de Moscú bajo la supervisión de Evgenii D'yakonov, obtuvo en 1985 el doctorado en análisis numérico en la Academia de Ciencias de Rusia, bajo la dirección esta vez de Vyacheslav Ivanovich Lebedev. Entre 1981 y 1983 trabajó en el Instituto Kurchátov, y posteriormente y hasta 1992 en el Instituto de Matemática Numérica de la recién citada Academia de Ciencias de Rusia, dirigido entonces por Gury Marchuk.
En el período 1993-1994, Knyazev fue professor visitante en el Instituto Courant de Ciencias Matemáticas de la Universidad de Nueva York, donde colaboró en ese ámbito con Olof B. Widlund.
Y desde 1994 hasta 2014 (año en que Knyazev se acogió a su jubilación), fue profesor de matemáticada en la Universidade do Colorado em Denver, actividad apoyada por subvenciones de la Fundación Nacional para la Ciencia y del Departamento de Energía de los Estados Unidos. Además y en el año 2008, le fue otorgado el premio Excellence in Research Award.
Knyazev también colaboró con John Edward Osborn en relación con la teoría del Método de Ritz en el contexto del llamado Método de los elementos finitos, así como con Nikolai Bakhvalov en relación con la resolución numérica de ecuaciones diferenciales parciales elípticas con grandes discontinuidades en los coeficientes principales.

## Principales áreas específicas de investigación
- Algorithms (Algoritmica y Algoritmos) ; Advanced Control Systems (Sistemas de control);[7] Mechatronics (Ingeniería mecatrónica);[8] Multimedia (Diseño multimedia) ; Computer Vision (Visión artificial) ; Electronics & Communications (Ingeniería electrónica) ; Machine Learning (Aprendizaje automático) ; Wireless Communications & Signal Processing (Ingeniería inalámbrica & Procesamiento de señales) ; Data Analytics (Análisis de datos).[1]

## Premios y distinciones
- 2017 Graph Challenge Student Innovation Award[9][1]
- Fellow of the Society for Industrial and Applied Mathematics (SIAM)[10][11][1]
- Professor Emeritus University of Colorado Denver[12][1]